# 7895 Каседа
7895 Каседа (7895 Kaseda) — астероїд головного поясу, відкритий 22 лютого 1995 року.
Тіссеранів параметр щодо Юпітера — 3,150.